# Flatpak
A Flatpak (korábbi nevén xdg-app) szoftverfejlesztési és -telepítési segédprogram Linux alatt. Kísérleti környezetet (homokozót) biztosít, ahol a felhasználók alkalmazásaikat a rendszertől elkülönítve futtathatják. A Flatpaket használó alkalmazásoknak engedélyre van szükségük a Bluetooth-hoz, hálózathoz, állományokhoz való hozzáféréshez, ezeket az engedélyeket a Flatpak-gazda adhatja meg, és a felhasználók a saját rendszerükön módosíthatják.
A Flatpaket a freedesktop.org projekt részeként fejlesztették (korábban X Desktop Group vagy XDG), és eredeti neve xdg-app volt.
A Flathub raktár (vagy a Flatpak-terminológiában a távoli forrás) a flathub.org-on érhető el, ez a de facto szabvány, amely biztosítja a hozzáférést a Flatpakkel csomagolt alkalmazásokhoz. A csomagokat a Flathub adminisztrátorai és maguk a programok fejlesztői is hozzáadhatják (bár az adminisztrátorok a fejlesztők által feltöltött alkalmazásokat preferálják). Bár a Flathub a Flatpakkal csomagolt alkalmazások tényleges forrása, a Flatpak a Flathubtól függetlenül működhet; lehetséges, hogy távoli hozzáférést biztosítson a Flathubtól teljesen független kiszolgálókhoz is.

## Fordítás
- Ez a szócikk részben vagy egészben  a   Flatpak című angol Wikipédia-szócikk ezen változatának fordításán alapul.  Az eredeti cikk szerkesztőit annak laptörténete sorolja fel. Ez a jelzés csupán a megfogalmazás eredetét és a szerzői jogokat jelzi, nem szolgál a cikkben szereplő információk forrásmegjelöléseként.